# Tête-reliquaire de saint Fabien
 (juillet 2023).

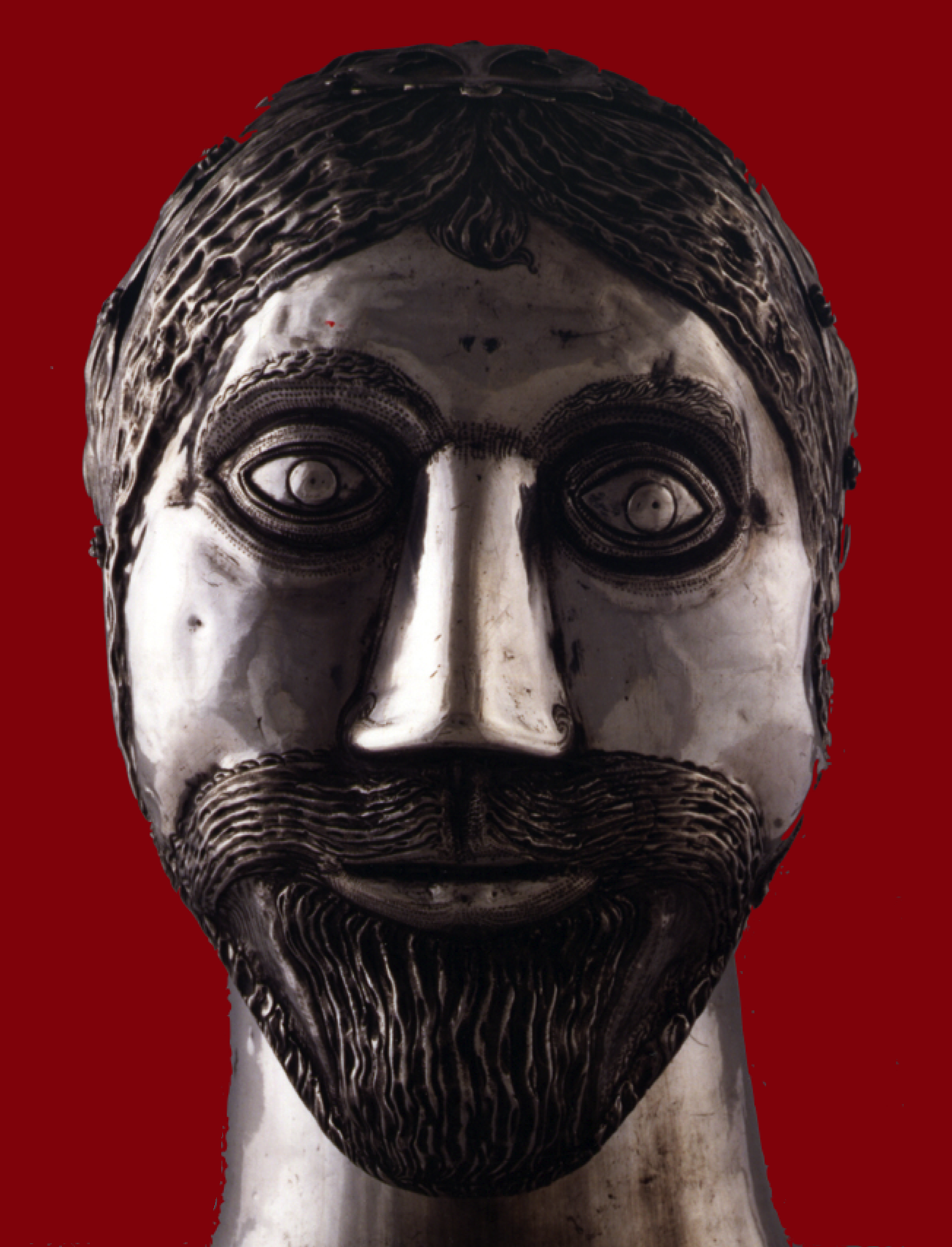

La tête de reliquaire de São Fabião est un reliquaire en argent en forme de tête grandeur nature qui contient des reliques de saint Fabien et de saint Romain.
Il est actuellement exposé au Trésor de la Basilique, un musée d'art religieux de la basilique royale de Castro Verde .
En plus de sa renommée de « faiseur de miracles » qui attire pèlerins et pèlerins d'ailleurs, cette tête de reliquaire est associée aux rituels de bénédiction du bétail, elle fonctionnerait comme un salut, guérissant les maladies du bétail par le souffle .